# Marian Rivera
Marian Rivera (Madrid, 12 de agosto de 1984) é uma atriz filipina.

## Filmografia

### Televisão
| Televisão | Televisão                            | Televisão                                       | Televisão   |
| --------- | ------------------------------------ | ----------------------------------------------- | ----------- |
| Ano       | Título                               | Papel                                           | Rede        |
| 2005      | Kung Mamahalin Mo Lang Ako           | Clarisse                                        | GMA Network |
| 2006      | Agawin Mo Man Ang Lahat              | Almira/Isadora/Alegra                           | GMA Network |
| 2006      | Pinakamamahal                        | Carissa Crismundo                               | GMA Network |
| 2007      | Super Twins                          | Ester Paredes                                   | GMA Network |
| 2007      | Muli                                 | Racquel Estadilla                               | GMA Network |
| 2007-2008 | MariMar                              | MariMar Perez/Bella Aldama                      | GMA Network |
| 2008      | Dyesebel                             | Dyesebel/Isabel/Cassandra                       | GMA Network |
| 2009      | Ang Babaeng Hinugot sa Aking Tadyang | Proserfina J. Valdez/Andrea                     | GMA Network |
| 2009      | Sugat ng Kahapon                     | Hilda                                           | GMA Network |
| 2009-2011 | Show Me Da Manny                     | Ella Paredes                                    | GMA Network |
| 2009-2010 | Darna                                | Narda/Darna                                     | GMA Network |
| 2010      | Endless Love                         | Jenny Dizon/Jenny Cruz                          | GMA Network |
| 2010      | Anghel sa Lupa                       | Theresa San Miguel                              | GMA Network |
| 2010      | Jillian: Namamasko Po                | Odessa Fuentes                                  | GMA Network |
| 2011      | Spooky Nights: Bampirella            | Cinderella "Cindy" Dela Paz/Bampirella          | GMA Network |
| 2011-2012 | Amaya                                | Amaya/Bai Amaya/Dian Amaya                      | GMA Network |
| 2012      | My Beloved                           | Sharina Quijano                                 | GMA Network |
| 2012      | Tweets For My Sweet                  | Megan "Meg" Reyes                               | GMA Network |
| 2012-2013 | Temptation of Wife                   | Angeline Santos Armada/Salcedo/Chantal Gonzales | GMA Network |

### Filmes
| Filme | Filme                                                     | Filme                    | Filme                            | Filme |
| ----- | --------------------------------------------------------- | ------------------------ | -------------------------------- | ----- |
| Ano   | Título                                                    | Papel                    | Produção de filmes               |       |
| 2005  | Enteng Kabisote 2: Okay Ka Fairy Ko: The Legend Continues | Alyssa                   | OctoArts Films                   |       |
| 2006  | Pamahiin                                                  | Becca                    | Regal Entertainment              |       |
| 2007  | Bahay Kubo                                                | Lily                     | Regal Entertainment              |       |
| 2008  | Desperadas                                                | Courtney                 | Regal Entertainment              |       |
| 2008  | My Best Friend's Girlfriend                               | Grace                    | GMA Films                        |       |
| 2008  | One True Love                                             | Joy                      | GMA Films                        |       |
| 2008  | Scaregivers                                               | Cameo Role               | OctoArts Films                   |       |
| 2008  | Shake Rattle & Roll X                                     | Nieves                   | Regal Entertainment              |       |
| 2008  | Desperadas 2                                              | Courtney                 | Regal Entertainment              |       |
| 2009  | Tarot                                                     | Cara                     | Regal Entertainment              |       |
| 2010  | You to Me Are Everything                                  | Francisca/Iska Florantes | GMA Films                        |       |
| 2010  | Super Inday and the Golden Bibe                           | Inday/Super Inday        | Regal Entertainment              |       |
| 2011  | Temptation Island                                         | Cristina G.              | GMA Films & Regal Entertainment  |       |
| 2011  | Tween Academy: Class of 2012                              | Camafeu                  | GMA Films                        |       |
| 2011  | Zombadings 1: Patayin sa Shokot si Remington              | Camafeu                  | Regal Entertainment              |       |
| 2011  | Ang Panday 2                                              | Arlana                   | GMA Films & IMUS Productions     |       |
| 2013  | My Lady Boss                                              | Evelyn                   | GMA Films & Regal Films          |       |
| 2013  | Kung Fu Divas                                             | TBA                      | GMA Films & Viva Films           |       |
| 2013  | Ekstra: The Bit Player                                    | Camafeu                  | Cinemalaya Films & Quantum Films |       |